# Emma Beskow (översättare)
Emma Beskow, född 1862, död 23 maj 1935, var en svensk stenograf och översättare. Beskow översatte verk till svenska, i huvudsak uppbyggelselitteratur. Som stenograf nedtecknade hon predikningar, och en samling av dessa från 1905 till 1927 gavs ut i bokform. 1935 gavs Höstblomster : berättelser och minnen ut postumt på Evangeliska Fosterlandsstiftelsens förlag, med ett förord av prins Oscar Bernadotte. Beskow var också verksam som missionär, och bland annat aktiv i sällskapet Svenska missionen i Kina.